# Ябеда (пьеса)
«Ябеда» — стихотворная комедия русского писателя Василия Капниста, написанная в 1792 году и впервые поставленная на сцене в 1798 году. Пользовалась большой популярностью, дважды запрещалась цензурой.

## Сюжет
Помещик Праволов решает отсудить у подполковника Пямикова его имение. Он подаёт иск в Гражданскую палату, даёт её председателю Кривосудову взятку и обещает жениться на его дочери Софье. Палата принимает решение в пользу Праволова, но в последний момент вмешивается Сенат.

## Создание и оценки
Василий Капнист написал первый вариант пьесы в 1792 году. В 1793—1794 годах он добивался разрешения на публикацию, но получил отказ. В 1797 году, после смерти Екатерины II, Капнист направил в цензурный комитет новую редакцию текста, и на этот раз разрешение было получено, но ряд мест пришлось удалить. В августе 1798 года «Ябеда» была поставлена на сцене Каменного театра в Санкт-Петербурге, в октябре она увидела свет в виде отдельной книги. Спектакли имели огромный успех, но в пьесе увидели «явное попрание монаршей власти в её ближайших органах». Император Павел I получил донос и запретил пьесу. Существует исторический анекдот, согласно которому он приказал отправить Капниста в Сибирь, но в тот же вечер посмотрел «Ябеду» в Эрмитажном театре и отменил этот приказ.
«Ябеду» изъяли из театрального репертуара, весь тираж был конфискован. При Александре I запреты были сняты, пьесу снова начали ставить на сцене. В 1814 году Капнист подготовил для театра новую редакцию текста. Первая печатная рецензия на «Ябеду» появилась в 1814 году в журнале «Северный вестник»; её автор отмечает, что многие зрители считают обличительный пафос комедии слишком сильным: «Если бы это было на самом деле, надлежало бы все гражданские палаты уничтожить». Рецензент из «Русского вестника» (1808) рассказывает об огромном успехе спектаклей и о том, что описанная в «Ябеде» коррупция — «зараза иноплеменная», занесённая из Франции.
Исследователи отмечают, что в «Ябеде» ориентиром для Капниста стала «высокая» комедия классицизма. Соответственно любовная линия здесь отходит на второй план, а главной составляющей становится обличение общественных пороков. Сатира в пьесе выходит на уровень фантасмагории из-за гротескных преувеличений, и в этом смысле Капнист является предшественником Николая Гоголя.